# Гермак Лука Павлович
Лука Павлович Гермак (1 травня 1890, с. Шманьківці, нині Україна — 16 квітня 1938, м. Свердловськ, нині Єкатеринбург, РФ) — учасник національно-визвольних змагань.

## Життєпис
Лука Гермак народився 1 травня 1890 року в селі Шманьківці, нині Чортківського району Тернопільської области України.
Закінчив гімназію в Коломиї і Львівський університет. 
Воював старшиною в УГА. В 1924 році приїхав із Чехословаччини в УСРР. Заарештований 1933 року і висланий на 5 років на Урал (Росія). Проживав у м. Камишлов Свердловської області, де працював вчителем. Заарештований 3 березня 1938 року (ст. 58-10, 58-11 КК РРФСР). 
Згідно з постановою особливої наради при НКВС СРСР від 9 квітня 1938 року розстріляний у м. Свердловськ (нині Єкатеринбург, РФ) 16 квітня 1938 року. Реабілітований 1989 року.